# Катрин (оперетта)
«Катрин» — оперетта композитора Анатолия Кремера, написанная на сюжет пьесы Викторьена Сарду «Мадам Сан-Жен», в центре которой образ Катрин Юбшер — герцогини Данцигской, супруги маршала Франции Жозефа Лефевра.

## История создания
Идея создания новой оперетты к Анатолию Кремеру пришла в тот момент, когда в силу объективных причин репертуар его супруги, солистки Московского театра оперетты Татьяны Шмыги стал сужаться. По её словам, молодых героинь она играть уже не могла, а роли комических старух не хотела. В основу новой работы было решено положить историю Катрин Юбшер. Литературной базой послужила пьеса Иосифа Прута, которая являлась переводом и переработкой пьесы «Мадам Сен-Жен», написанной французским драматургом Викторьеном Сарду. К работе над либретто также был привлечён поэт Александр Дмоховский, сам Прут участвовал в работе над либретто в качестве консультанта, делал поправки. В результате появились некоторые расхождения между литературными источниками и опереттой: число действий сократилось до двух (в пьесе Прута четыре), центральным персонажем оперетты стала Катрин (у Сарду и Прута — Фуше), а сам образ Катрин стал не таким грубым, как в оригинале).
28 декабря 1984 года состоялась сдача спектакля художественному совету театра. По поводу даты премьеры существует неопределенность: Татьяна Шмыга сообщает в своей книге «Счастье мне улыбалось», что она состоялась накануне Нового года, 30 декабря 1984 года, однако на сайте Московского театра оперетты говорится, что премьера состоялась 11 января 1985 года.

## Действующие лица
- Фуше — провинциальный адвокат (в прологе), экс-министр полиции
- Мари — прачка
- Жюли — прачка
- Катрин — хозяйка небольшой прачечной (в прологе), герцогиня Данцигская
- Граф Нейпер — австрийский аристократ
- Жозеф Лефевр — сержант Национальной гвардии (в прологе), маршал Франции, герцог Данцигский
- Канувиль — солдат (в прологе), адъютант Наполеона
- Марсан — солдат (в прологе), адъютант Наполеона
- Наполеон Бонапарт — император Франции
- Констан — камердинер Наполеона
- Каролина — королева Неаполитанская, сестра Наполеона
- Элиза — великая герцогиня Тосканская, сестра Наполеона
- Леруа — придворный портной
- Депрео — танцмейстер
- Жасмен — дворецкий герцога Данцигского
- Баронесса Бюлов
- Герцог Ровиго — министр полиции
- Солдаты, офицеры, гости, слуги, лакеи, танцоры, народ.

## Содержание
Место действия: Париж.
Время действия: 10 августа 1792 года (в прологе) и 1811 год.

### Пролог
Париж. 10 августа 1792 года. Слышны звуки выстрелов — идёт штурм королевского дворца Тюильри. В числе бегущих из города адвокат Фуше, который пришёл в прачечную за своими вещами. Оставшись недовольным выполненной услугой, он требует хозяйку. В этот момент в окружении народа появляется Катрин («Не зря мы взяли в руки саблю и ружьё»). Катрин упрекает Фуше за то, что тот не участвует вместе со всеми в штурме дворца. В ответ он заявляет, что вождям не имеет смысла лезть под пули и что он хотел бы быть представителем свободного народа в правительстве Франции, например, занять пост министра. Катрин заявляет, что это произойдёт тогда, когда она станет герцогиней (дуэт: «Его превосходительство приходит к герцогине»). Катрин пытается получить у Фуше деньги за работу, так как уже четыре месяца стирает ему бесплатно, но тот уходит от ответа. В этот момент Жюли и Мари приносят радостную весть — победа, дворец взят! Фуше, а за ним Мари и Жюли покидают прачечную.
Неожиданно в прачечную через чердак прибегает раненый незнакомец, представившийся студентом, который учится в Сорбонне. Он говорит, что восставшие приняли его за королевского офицера, но ему удалось сбежать. Он просит у Катрин укрытия и она прячет его в спальне, после чего уходит на чердак.
В прачечную приходят Лефевр с друзьями Марсаном и Канувилем («Мы не зря горды собой»). Он знакомит своих друзей с Катрин и говорит ей, что хочет вымыть руки от пороха. Лефевр намерен пойти в спальню, но Катрин не пускает его, чем вызывает у жениха приступ ревности. В результате он силой проходит в спальню, но выйдя, сообщает, что там никого нет. Однако после того, как друзья уходят, говорит Катрин, что незнакомец умер. На самом деле он жив, а Лефевр тем самым хотел проверить верность Катрин. В итоге он даже обещает помочь незнакомцу покинуть Париж, и они с Катрин мирятся («Ну, скажи, как могу на тебя я сегодня сердиться»). Вдалеке играют сбор — Лефевр уходит.
Из спальни выходит незнакомец, заявляя, что скоро с революцией будет покончено, и предлагает Катрин 20 луидоров за оказанную помощь. Когда она отказывается, он предлагает 100 луидоров и раскрывает своё настоящее имя — он граф Нейпер. В итоге Катрин прогоняет аристократа. Вновь прибегают Жюли и Мари, а вместе с ними Лефевр и народ — все радуются победе восстания.

### I действие
Кабинет Наполеона
Прошло 19 лет и на смену Первой Французской республики пришла Первая Французская империя. Полдень. Наполеон приходит в кабинет и интересуется новостями из Вены. Затем он подписывает приказ о высылке графа Нейпера за пределы Франции и читает свежую прессу, где обнаруживает памфлеты на своих сестёр. В этот момент Констан докладывает о прибытии Каролины и Элизы. Император ведёт с ними разговор об очередной ссоре сестёр с герцогиней Данцигской и заодно даёт прочитать, что о них пишут в европейских газетах. Сёстры же обращают внимание Наполеона на то, что и он сам не смог избежать удара — журналисты придают оскорбительный смысл прибыванию при дворе графа Нейпера, который был знаком с супругой Наполеона ещё в Вене. Наполеон говорит, что его сёстры просто дуры, если верят во всё это. Элиза затевает с Каролиной очередную ссору из-за зависти к её королевскому титулу. Наполеон пытается утихомирить сестёр. Входит Констан и сообщает, что прибыл герцог Данцигский. Наполеон уходит на аудиенцию.
Гостинная в покоях Лефевра
Депрео и Жасмен обсуждают герцогиню Данцигскую, дворецкий замечает, что ко всем своим странностям, она ещё и верная жена — они до сих пор спят с супругом в одно постели. Приходит Катрин — она позвала Депрео, чтобы он позанимался с ней, ведь Лефевра назначили комендантом императорского дворца, и Катрин теперь приходится принимать различных гостей. Придворный портной Леруа приносит Катрин новую амазонку, которую она примеряет прямо в гостинной. Депрео делает Катрин замечание по поводу её походки и показывает несколько приёмов (дуэт: «Вот вам навстречу я иду»). Катрин благодарит придворных и те уходят.
В гостинную приходит Лефевр, озадаченный беседой с императором — Наполеон недоволен грубыми манерами Катрин и требует развода. Лефевр также говорит, что Наполеон намеревается лично переговорить и с самой Катрин. Она понимает, что за всем эти стоят сёстры императора, в отношении которых Катрин не раз отпускала язвительные остроты. Катрин требует, чтобы Лефевр сказал, что любит её такую, какая она есть со всеми её манерами (дуэт: «В полях сентябрь, в лесах листопад»). Входит Жасмен и сообщает, что граф Нейпер просит маршала принять его. Катрин уходит.
Прибывший граф Нейпер просит Лефевра подписать паспорт, поскольку граф вынужден покинуть Францию по личному приказу императора. Пока Лефевр занимается документами, граф Нейпер сообщает пришедшей баронессе Бюлов, что не собирается покидать Францию и что покинет карету через полмили, а затем вернётся во дворец через парк. Приходит Фуше. Когда они остаются наедине с Лефевром, он предупреждает маршала о том, что сёстры Наполеона решили отомстить Катрин за очередную остроту в их адрес и спровоцировать скандал на предстоящем приёме. Лефевр сомневается, что они посмеют, но Фуше уверяет, что сёстры полны решимости, ведь они уверены в одобрении Наполеона, который, ко всему прочему, хочет развода Катрин и Лефевра, о чём уже уведомлен Фуше. Маршал удивляется осведомлённости бывшего министра полиции, но благодарит его за предупреждение и уходит встречать гостей. Фуше остаётся один («Обман, измена и донос — оружие моё»).
Прибывают гости, среди них Каролина, Элиза, Канувиль. Сёстры Наполеона недовольны, что Катрин опоздала и не явилась их встречать. Лефевр предлагает гостям сюрприз, который Канувиль привёз из испании (балетный номер «Испанская сюита»). Приходит Катрин и приносит извинения гостям за своё опоздание. Каролина и Элиза возмущены манерами герцогини — она свободно разговаривает на «ты» с Канувилем и даже чокается с ним. Сёстры решают спровоцировать Катрин: сначала просят рассказать о полотере, который украл у Катрин бриллиант, затем хотят узнать, за что граф Нейпер предлагал Катрин деньги, когда оказался в её спальне, и наконец они замечают, что Катрин когда-то была простой прачкой. На это герцогиня отвечает, что она ровня самым доблестным людям Франции, ведь маршал Бессьер был парикмахером, Ней — бондарем, а нынешний король Неаполя и супруг Каролины Мюрат был простым слугой в трактире. В ответ Каролина и Элиза оскорбляют Катрин, говоря, «что её воспитание в прачечной пополнилось и в казарме, и в кабаках, где чокаются с солдатами, и на бивуаке, где спят с ними под одним одеялом». Катрин замечает, что солдаты относились к простой маркитантке более уважительно, нежели теперь сёстры Наполеона относятся к герцогине («Были снега, ветер и мгла, и пепел от края до края»).
Скандал достигает своего пика, когда Катрин замечает, что, если бы подала стакан воды простому солдату, сделала бы гораздо больше, чем все эти аристократы, которые только потрудились поднять свои короны из солдатской крови. Гости уходят, а Катрин, Лефевр, Фуше и Канувиль остаются одни, пьют шампанское и танцуют фрикасе. В этот момент входит Констан и сообщает, что император просит герцогиню прибыть к нему для беседы.

### II действие
Казармы гвардии
Солдаты и Канувиль поют песню о нелёгкой солдатской доле («Не в Марне, не в Шампани мы вышли на поля»). Приходит Лефевр, он переживает за Катрин. С Канувилем они вспоминают, что, когда были простыми солдатами и в их жизни не было никаких дворцовых интриг, им жилось легче (Лефевр: «Шла по земле война…»). Канувиль сообщает, что сегодня ночью дежурит в покоях императора и что Катрин может рассчитывать на его поддержку.
Покои Наполеона
Полночь. Входит Наполеон и даёт поручение подготовить завтра в полдень военный совет. На аудиенцию прибывает Катрин. Император отчитывает герцогиню за её манеры и повторяет своё требование о разводе, однако Катрин ведёт с ним достаточно свободную и смелую беседу. Наполеона восхищает её рассказ об участии в военных действиях в качестве маркитантки, но факт работы прачкой он считает просто смешным. В ответ на это заявление, Катрин рассказывает ещё одну историю о том, как находящийся сейчас во дворце «сын славы» до сих пор должен ей денег за починку и стирку белья. После того, как Катрин читает сохранившееся от этого человека письмо с просьбой о кредите, Наполеон понимает, что речь идёт о нём. Но оказывается, что у него и теперь нет при себе денег, и он вновь просит об отсрочке. Наполеон интересуется, где же находится рана, которую Катрин получила во время сражения, и пытается поцеловать ей руку (дуэт: «Мой государь, Вы не найдёте раны там»). Аудиенция окончена, но Наполеон предупреждает Катрин, что разговор об их браке с Лефевром ещё не окончен.
Когда Катрин уже собирается уходить, появляется Констан и сообщает, что внизу открыли дверь потайного хода. Император и герцогиня прячутся и видят, как в покои входит граф Нейпер, которому назначила свидание императрица. Пойманный Наполеоном граф ведёт себя высокомерно, за что император срывает с него аксельбант и грозится задушить его, что провоцирует Нейпера на попытку поднять на императора шпагу. Наполеон приказывает — Нейпер должен быть расстрелян до восхода солнца.
Катрин остаётся в покоях одна. Она понимает, что расстрел графа, который является австрийским генералом, приведёт к обострению отношений с Австрией и выльется в новую войну. Так как она переживает за мужа и сына, Катрин решает попытаться предотвратить конфликт и зовёт на помощь Фуше. Тот однако не спешит помогать ни Катрин, ни графу Нейперу, ни тем более императрице, из-за конфликта с которой он и лишился своей должности. Но Катрин переубеждает его — ведь если Фуше поверит в невиновность императрицы раньше, чем сам Наполеон, и убедит в этом императора, то сможет вновь рассчитывать на милость и возвращение должности министра полиции. Начать нужно с простой мысли — жена Цезаря вне подозрений (дуэт: «Когда к Её Величеству стучится в полночь кто-то…»). Они решают, что Нейпера нужно расстрелять не как любовника, а как участника заговора. А пока будет идти следствие, он благополучно убежит в Австрию и останется невредим. Фуше просит Констана передать Наполеону, что у него есть важная информацию о готовящемся заговоре — «ведь у любой уважающей себя полиции всегда есть на готове подготовленный ею же заговор».
Приходит герцог Ровиго, который ещё ничего не знает о происходящем и думает, что граф Нейпер уже далеко за пределами Парижа, доказательства чего он намеревается предоставить императору немедленно. В покоях появляется Лефевр, который беседовал с Наполеоном и получал распоряжения о подготовке расстрела. Он сообщает, что император и слушать не пожелал о заговоре и послал Фуше к чёрту. Получается, что помочь себе может только сама императрица. Обойдя охрану при помощи Канувиля, Катрин подбрасывает в комнату императрице письмо с советом, как поступить в слоившейся ситуации.
Приходит Наполеон. Катрин доносит до него мысль, что граф Нейпер мог быть нужен императрице чисто в служебных целях. Император намеревается проверить эту версию. Он зовёт баронессу Бюлов и приказывает ей пойти в покои императрицы и сообщить следующее: «Государыня, граф Нейпер не уехал. Он здесь и весь к услугам Вашего Величества». Баронесса исполняет приказ императора и приносит от императрицы письмо, которое она написала своему отцу. В нём она сообщает, что все письма, которые она отправляет императорской почтой вскрываются, поэтому она должна прибегнуть к помощи графа Нейпера.
Наполеон приказывает Марсану привести сюда графа Нейпера, но герцог Ровиго сообщает, что графа уже увезли. Наполеон взбешён. Он сообщает, что никогда и не подозревал императрицу (сцена: «Когда к Её Величеству стучится в полночь кто-то, то это государственный секрет»). Герцог Ровиго сообщает, что графа уже расстреляли, но появляется Фуше и разочаровывает министра полиции — граф Нейпер цел и невредим, ведь ехал в коляске господина Ровиго между агентами Фуше. В благодарность за это, Наполеон возвращает Фуше должность министра полиции. Констан и Фуше помогают вывести герцога Ровиго, которому поплохело, а император и Катрин остаются наедине (дуэт: «Вы что-то государь сказали мне?»). Благодарный Наполеон прощает герцогине все её недостатки и плохие манеры и предлагает сыграть свадьбу Катрин и Лефевра здесь во дворце — оказывается из-за постоянных военных походов супруги так и не успели отпраздновать свадьбу.

## Постановки
Поскольку оперетта писалась Анатолием Кремером для Татьяны Шмыги, местом первой постановки и основной площадкой, на которой шёл этот спектакль, был Московский театр оперетты. Оперетта находилась в репертуаре театра более 20 лет, последний спектакль был дан в 2009 году.
Постановочная группа:
- Режиссёр-постановщик — Евгений Радомысленский
- Дирижер-постановщик — Эльдар Абусалимов
- Художник — Сергей Бархин
- Художник по костюмам — Юлия Волкова
- Балетмейстер — Илья Гафт
- Хормейстер — Юрий Радышкевич

Премьерный состав: Катрин — Татьяна Шмыга, Лефевр — Валерий Барынин, Наполеон — Вячеслав Богачёв, Фуше — Эмиль Орловецкий, Депрео — Владимир Шишкин, Нейпер — Марк Туманов.
| Солисты Московского театра оперетты, исполнявшие партии в оперетте в разные годы | Солисты Московского театра оперетты, исполнявшие партии в оперетте в разные годы | Солисты Московского театра оперетты, исполнявшие партии в оперетте в разные годы | Солисты Московского театра оперетты, исполнявшие партии в оперетте в разные годы         |
| -------------------------------------------------------------------------------- | -------------------------------------------------------------------------------- | -------------------------------------------------------------------------------- | ---------------------------------------------------------------------------------------- |
| Фуше                                                                             | Эмиль Орловецкий, Александр Маркелов, Вячеслав Шляхтов                           | Наполеон                                                                         | Вячеслав Богачёв, Александр Маркелов                                                     |
| Фуше                                                                             | Эмиль Орловецкий, Александр Маркелов, Вячеслав Шляхтов                           | Констан                                                                          | Александр Крюков, Владислав Кирюхин, Анатолий Пиневич                                    |
| Мари                                                                             | Светлана Кринцикая, Элла Меркулова, Екатерина Чудотворова                        | Каролина                                                                         | Марина Коледова, Наталья Зейналова                                                       |
| Жюли                                                                             | Татьяна Константинова, Василиса Николаева, Алина Френк, Ирина Семёнова           | Элиза                                                                            | Алиса Агеева, Валентина Белякова, Инара Гулиева, Тамара Лагунова                         |
| Катрин                                                                           | Татьяна Шмыга                                                                    | Леруа                                                                            | Валерий Батейко, Владимир Голышев, Владислав Кирюхин, Борис Евсюков                      |
| граф Нейпер                                                                      | Марк Туманов, Олег Груздев, Дмитрий Твердохлебов, Константин Ужва                | Депрео                                                                           | Владимир Шишкин, Вячеслав Шляхтов, Владимир Родин, Виктор Богаченко, Александр Каминский |
| Жозеф Лефевр                                                                     | Валерий Барынин, Виталий Мишле, Герард Васильев, Дмитрий Шумейко                 | Жасмен                                                                           | Борис Евсюков, Дмитрий Лебедев, Георгий Жолудь                                           |
| Канувиль                                                                         | Олег Груздев, Дмитрий Шумейко, Андрей Дементьев, Юрий Алексеев                   | Баронесса Бюлов                                                                  | Людмила Барская, Любовь Петрикова                                                        |
| Марсан                                                                           | Виталий Лобанов, Олег Груздев                                                    | Герцог Ровиго                                                                    | Борис Поваляев, Валерий Гончаренко                                                       |

Также известно, что оперетта ставилась в Музыкальном театре Кузбасса и шла под названием «Герцогиня Лефевр» (Лефевр — Пётр Карпов).